# Dancing Backward in High Heels
Dancing Backward in High Heels è il quinto album in studio del gruppo musicale hard rock statunitense New York Dolls, pubblicato nel 2011.

## Tracce
1. Fool for You Baby (Dom Dom Dippy)
2. Streetcake
3. Fabulous Rant
4. I'm So Fabulous
5. Talk to Me Baby
6. Kids Like You
7. Round and Round She Goes
8. You Don't Have to Cry
9. I Sold My Heart to the Junkman
10. Baby, Tell Me What I'm On
11. Funky But Chic
12. End of the Summer

## Formazione
- David Johansen - voce
- Sylvain Sylvain - chitarra, voce
- Sami Yaffa - basso
- Brian Delaney - batteria
- Jason Hill - basso, voce